# Comuna Godeanu, Mehedinți
Godeanu este o comună în județul Mehedinți, Oltenia, România, formată din satele Godeanu (reședința), Marga, Păunești și Șiroca. Comuna este așezată in munții Mehedințiului, zonă cunoscută și ca 'Banatul de Mehedinti', în partea de nord a județului pe cursul superior al râului Topolnița sau Valea Mare, cum o numesc localnicii, la un kilometru distanță de peștera Topolnița.

## Descriere
Graiul, portul și obiceiurile sunt identice cu cele din Banatul de munte.
Localitatea are în componența 4 sate: Godeanu, Marga, Șiroca și Păunești.
Negeile satului Godeanu sunt: Ciumarca, în prima vineri înainte de Sfântu Ilie (20 iulie) și Sfânta Maria, în ziua de 15 august.
Negeia satului Paunești este Sfântu Dumitru, în ziua de 26 octombrie.
Negeia satelor Marga și Șiroca este Ispasul, în ziua de 17 mai.

## Istoric
Numele satului de reședința Godeanu ar veni după spusele localnicilor de la Godin, un strămaoș cara s-ar fi ocupat cu creșterea vitelor, cu apicultura, pomicultura. Ciobanul Godin ar fi avut 5 copii pe nume Godin, Dragomir, Mladin, Nicolae și Gheorghe. Astfel numele acestora sunt cele mai frecvente nume de familii care se găsesc in Godeanu : Godin, Dragomirescu, Mladin, Nicolaescu și Gherghinescu. Din spusele bătrânilor reiese ca Tudor Vladimirescu ar fi avut o cârciumă la capătul satului Siroca.

## Poziția și localizarea geografică
Comuna Godeanu este situată în partea de sud-vest a țarii noastre și în nord-vestul județului Mehedinți, fiind tăiată de pararela 44⁰49′ latitudine nordică și de meridianul 22⁰32′ longitudine estică. Suprafața comunei este de 44 km², făcând parte din cadrul comunelor mici ale județului Mehedinți. Ea se învecinează la est cu comuna Bilvanești, sud-est cu comuna Izvorul-Barzii, sud Breznița Ocol, sud-vest Ilovita, vest Ciresu și la nord cu comunele Podeni și Balta. Distanța până la reședința județului Mehedinți, munincipiul Drobeta-Turnu Severin este de 31 km.

## Relieful
Relieful comunei Godeanu ocupă o poziție centrală în cadrul Podișului Mehedinți din care înălțimile sale domină pe cele ale bazinelor limitrofe din jur, cu cel puțin 100 m. Eroziunea diferențiată influențată de structura litologică diferită a reliefului a dat naștere în decursul timpului la înălțimi și fragmentări diferite care au imprimat reliefului valori mari. Acest lucru n-a permis oamenilor să folosească vaile ca mijloace de legătură intre sate din cauza adîncimiilor. La aceasta se adaugă și faptul că localitațile si-au așezat vetrele pe interfluvii, condiție de seamă care a favorizat trasarea drumurilor pe interfluvii, ușurând legătura intre localități. În perimetrul comunei se află și vârful Chiciora (Godeanu), cu 722,6 m, cel mai înalt vârf din zona și de pe care ți se prezintă întreaga panorama a podișului, până la Munții Mehedințului, până în dreptul Cazanelor Mari și a Podișului Miroci din Iugoslavia, întreaga depresiune Drobeta Turnu-Severin, cât și partea de nord-vest a Piemontului Cetic, raza de cca. 100 km.

## Clima
Ralonarea climatică a țarii noastre situează comuna Godeanu în zona climatică de podiș și de dealuri în care se resimte infulența climatului submediteranian. Media anuală a temperaturii și a aerului este cuprinsă între 10-16 grade în Podișul Mehedinți și între 8-10 grade în regiunile călduroase unde este un abeldou ridicat. Invaziile de aer maritim tropical din timpul iernii, datorită ciclonilor care se deplasează din Marea Mediterană spre nord-est, produce creșterea temperaturii în această parte a țării. Evoluția în cursul anului a temperaturii aerului determinată de variația anuală a radiației solare și de lucru observat atât la căderea zăpezii cât și la topirea ei, în sensul că aici cad mai devreme și de se topesc mai târziu. 
Precipitațile atmosferice. Repartizată pe anotimpuri regimul circulației atmosferice în interacțiunea cu suprafața activă. Distribuția temperaturii aerului pe anotimpuri este următoarea :
- toamna : 9-10 grade
- vara : 18-20 grade
- primăvara : 9-10 grade
- iarna : -1 -3 grade

Este o deosebire, în ceea ce priveste temperatura, între vârful Chiciora si sudul comunei, valorile ajung la 175–200 mm iarna, 250-275 primăvara, 200–250 mm toamna, 225-275 vara. În timpul verii se inregistrează perioade lungi de secetă.

## Hidrografia
Resursele de apă din perimetrul comunei Godeanu sunt reprezentate de o rețea de râuri cu caracter permanent și intermitent. Rețeaua hidrografică este formată din Râul Topolnița care curge prin partea de vest și de sud a comunei, primind o serie de afluenți de pe partea stângă și de izvoarele Cosustiței reprezenatată prin pârâul Valea Rea care își începe obarsia pe teritoriul comunei Godeanu prin ogasele următoare : Mărgeasca și Liscovațul care se unesc în dreptul dealului Ciugna și pornesc mai departe unindu-se în aval în localitatea Călineștii de Jos cu Gardanul. Râul Topolnița este cel mai important curs de apă de pe teritoriul comunei Godeanu și chiar din întreaga zonă a Podișului Mehedinți. Are direcția de dezvoltare nord-est și sud-vest până în partea centrală, adică în partea vestică a comunei Godeanu, mai precis până la ieșirea Topolniței din peștera cu același nume. De aici și până la vărsarea în Dunare se dezvoltă pe direcția vest-est. Lungimea Râului Topolnița este de 40 km, iar suprafața bazinului de 360 km². Râul Topolnița își are obarsia de sub dealul Sergu și vârful Baiu din apropierea localităților Prejna și Costești, străbătând aproape tot Podișul Mehedinți și se varsă în Dunarea în vestul localității Simian, în dreptul insulei Ostrovul Simian.

## Solurile
Solul este un component de seamă al învelișului geografic, rezultat al interacțiunii în timp și în spațiu a componentelor mediului geografic: relief, climă, vegetație, faună, apă și omul intr-o continuă schimbare și dezvoltare. Solurile din cuprinsul comunei Godeanu cât și din întregul Podiș Mehedinți sunt mai apropiate de acele caracteristici din apropiere decât acele caracteristici ale dealurilor de la răsărit. Răspândirea cea mai largă o au solurile de trecerea dintre solurile brun-acide și cele brune argilo-iluviale. Solurile brune-acide apar de regulă pe povarnigurile nordice formate din roci sărace în carbonați, sub pădurea de fag.

## Activitatea turistică
Turismul, fenomen social-economic care în ultimul timp se impune atât pe plan mondial cât și în România. Situarea comunei Godeanu în zona centrală a Podișului Mehedinti, face să aibă o mare atracție turistică; un rol primordial revine reliefului căruia i se adaugă particularitaților climei, rețelei hidrografice și faunei. Formele caracteristice comunei Godeanului lapiezurile, dolinele, valeele, poliile, cheile și mai ales peșterile constitue cele mai interesante atracții. Prin existența în partea de sud a satului Paunesti, a cetații Gradet, datată de pe timpul dacilor, cât și Manăstirea Schitul Topolniței face ca această comuna să fie des vizitată de turiști, mai ales în sezonul estival. Valea Topolniței oferă peisaje asemanătoare cu cele montane, cu chei și versanți abrupți, acoperiți de vegetație mediteraneană, formată din mojdarean, carplinita, liliac, cu numeroase oferă ochiului uman peisaje de neuitat. Peștera Topolnița, așezată în partea de vest a satului Marga, cunoscuta și de localnici și sub numele de Peștera de la Prosac, care are o lungime de 13 km, fiind a doua din țară ca mărime. Obicieurile și tradițiile oamenilor constitue un fenomen destul de deosebit față de alte localități din jur, cum ar fi masuratul oilor, ce se face în fiecare primăvară și în fiecare sat al comunei. O altă caracteristică a acestei zone sunt nedeile care prezintă aceleasi caractere ca și din alte zone, insa apare “ciumarca” care este fixată vinerea și pe care oamenii au dedicat-o ciumei care a bantuit aceste meleaguri. Fiecare sat al comunei are 2-3 nedei de acest fel pe an.

## Demografie
Componența etnică a comunei Godeanu
     Români (91,55%)
     Alte etnii (8,45%)
Componența confesională a comunei Godeanu
     Ortodocși (91,55%)
     Alte religii (8,45%)
Conform recensământului efectuat în 2021, populația comunei Godeanu se ridică la 497 de locuitori, în scădere față de recensământul anterior din 2011, când fuseseră înregistrați 632 de locuitori. Majoritatea locuitorilor sunt români (91,55%). Din punct de vedere confesional, majoritatea locuitorilor sunt ortodocși (91,55%).

## Politică și administrație
Comuna Godeanu este administrată de un primar și un consiliu local compus din 9 consilieri. Primarul, Ion Gheorgheci[*], de la Partidul Social Democrat, este în funcție din 1 noiembrie 2024. Începând cu alegerile locale din 2024, consiliul local are următoarea componență pe partide politice:
|  | Partid                    | Consilieri | Componența Consiliului | Componența Consiliului | Componența Consiliului | Componența Consiliului | Componența Consiliului | Componența Consiliului |
|  | ------------------------- | ---------- | ---------------------- | ---------------------- | ---------------------- | ---------------------- | ---------------------- | ---------------------- |
|  | Partidul Social Democrat  | 6          |                        |                        |                        |                        |                        |                        |
|  | Partidul Național Liberal | 3          |                        |                        |                        |                        |                        |                        |

## Personalități născute aici
- Constantin Gruiescu (1945 - 2024), boxer.

## Vezi și
- Biserica de lemn din Păunești
- Platoul Mehedinți (sit de importanță comunitară)

## Galerie de imagini

Marga-Vedere de la Godeanu
Siroca-Vedere de la Godeanu
Godeanu-Case pe Culme
Muntii Mehedintiului-Vedere de la Godeanu
Muntii Godeanu-Vedere de la Godeanu
Topolnita la Godeanu